# Aleksandar Davidov
Aleksandar Davidov (serbisch-kyrillisch Александар Давидов, * 7. Oktober 1983 in Novi Sad) ist ein serbischer ehemaliger Fußballspieler, der im Mittelfeld beheimatet war.

## Werdegang

### Stationen als Vereinsspieler
Davidov begann seine Fußballlaufbahn als junger Spieler bei Omladinac Deronje und Tekstilac ITES Odžaci, bevor er 1998 mit nur 15 Jahren in die Nachwuchsabteilung des FK Hajduk Kula wechselte, wo er 2000 schließlich seine Profikarriere startete. In den folgenden zehn Jahren bestritt er 154 Ligaspiele für den Verein und schoss dabei 20 Tore. Von 2003 bis 2004 wurde Davidov an seinen alten Jugendklub Tekstilac ITES Odžaci ausgeliehen und schoss dabei bei sieben Einsätzen zwei Tore. 2010 wechselte er nach Belgrad zum FK Partizan. Nach nur einem Jahr, in dem er in 29 Spielen drei Tore erzielte, wurde er nach Israel zu Hapoel Akko ausgeliehen. Nach nur einem Jahr folgte ein Leihvertrag mit dem FC Bnei Sachnin, der jedoch nach ebenfalls nur einem Jahr auslief. 2013 wechselte Davidov fest nach Israel und bekam einen Vertrag beim MS Aschdod. Im Sommer 2015 wechselte er zu Hapoel Kfar Saba.

### Nationalmannschaft
Erstmals im Nationaltrikot stand Davidov 2004 für ein Spiel in der serbisch-montenegrinischen U-21-Nationalmannschaft. Im April 2010 bestritt er in Osaka sein bislang einziges Spiel für Serbien gegen die Japaner, welches seine Mannschaft mit 3:0 gewinnen konnte.